# Művészeti versenyek az 1936. évi nyári olimpiai játékokon
Az 1936. évi nyári olimpiai játékokon tizenkét művészeti versenyben avattak olimpiai bajnokot.

## Éremtáblázat
(A rendező ország csapata eltérő háttérszínnel, az egyes számoszlopok legmagasabb értéke, vagy értékei vastagítással kiemelve.)
| Az 1936. évi nyári olimpiai játékok éremtáblázata művészeti versenyeken | Az 1936. évi nyári olimpiai játékok éremtáblázata művészeti versenyeken | Az 1936. évi nyári olimpiai játékok éremtáblázata művészeti versenyeken | Az 1936. évi nyári olimpiai játékok éremtáblázata művészeti versenyeken | Az 1936. évi nyári olimpiai játékok éremtáblázata művészeti versenyeken | Olimpia  |
| ----------------------------------------------------------------------- | ----------------------------------------------------------------------- | ----------------------------------------------------------------------- | ----------------------------------------------------------------------- | ----------------------------------------------------------------------- | -------- |
|                                                                         | Ország                                                                  | Arany                                                                   | Ezüst                                                                   | Bronz                                                                   | Összesen |
| 1.                                                                      | Németország (GER)                                                       | 5                                                                       | 5                                                                       | 2                                                                       | 12       |
| 2.                                                                      | Olaszország (ITA)                                                       | 1                                                                       | 4                                                                       | 0                                                                       | 5        |
| 3.                                                                      | Ausztria (AUT)                                                          | 1                                                                       | 1                                                                       | 2                                                                       | 4        |
| 4.                                                                      | Finnország (FIN)                                                        | 1                                                                       | 0                                                                       | 0                                                                       | 1        |
| 4.                                                                      | Svájc (SUI)                                                             | 1                                                                       | 0                                                                       | 0                                                                       | 1        |
|                                                                         |                                                                         |                                                                         |                                                                         |                                                                         |          |
| 6.                                                                      | Lengyelország (POL)                                                     | 0                                                                       | 1                                                                       | 2                                                                       | 3        |
| 7.                                                                      | Egyesült Államok (USA)                                                  | 0                                                                       | 1                                                                       | 0                                                                       | 1        |
|                                                                         |                                                                         |                                                                         |                                                                         |                                                                         |          |
| 8.                                                                      | Japán (JPN)                                                             | 0                                                                       | 0                                                                       | 2                                                                       | 2        |
| 9.                                                                      | Belgium (BEL)                                                           | 0                                                                       | 0                                                                       | 1                                                                       | 1        |
| 9.                                                                      | Csehszlovákia (TCH)                                                     | 0                                                                       | 0                                                                       | 1                                                                       | 1        |
| 9.                                                                      | Svédország (SWE)                                                        | 0                                                                       | 0                                                                       | 1                                                                       | 1        |
|                                                                         |                                                                         |                                                                         |                                                                         |                                                                         |          |
| Összesen                                                                | Összesen                                                                | 9                                                                       | 12                                                                      | 11                                                                      | 32       |

## Érmesek
| Az 1936. évi nyári olimpiai játékok érmesei a művészeti versenyeken |                                                                                           |                                              |                                                                          |
| Versenyszám                                                         | Arany                                                                                     | Ezüst                                        | Bronz                                                                    |
| Irodalom                                                            |                                                                                           |                                              |                                                                          |
| Lirai művek                                                         | Felix Dhänen-Sondinger · Németország (GER) · "A futó"                                     | Bruno Fattori · Olaszország (ITA)            | Hans Stoiber · Ausztria (AUT)                                            |
| Epikai művek                                                        | Urho Karhumäki · Finnország (FIN) · "A szabad vízen"                                      | Wilhelm Ehmer · Németország (GER)            | Jan Parandowski · Lengyelország (POL)                                    |
| Szobrászat                                                          |                                                                                           |                                              |                                                                          |
| Körplasztikák                                                       | Farpi Vignoli · Olaszország (ITA) · "Versenykocsizó"                                      | Arno Breker · Németország (GER)              | Stig Blomberg · Svédország (SWE)                                         |
| Féldomborművek                                                      | Emil Sutor · Németország (GER) · "Gátfutó"                                                | Josef Klukowski · Lengyelország (POL)        | Nem adták ki                                                             |
| Veretek                                                             | Nem adták ki                                                                              | Luciano Mercante · Olaszország (ITA)         | Josue Dupon · Belgium (BEL)                                              |
| Festészet                                                           |                                                                                           |                                              |                                                                          |
| Olaj- és vízfestmények                                              | Nem adták ki                                                                              | Rudolf Eisenmenger · Ausztria (AUT)          | Fudzsita Rjúdzsi · Japán (JPN)                                           |
| Vízfestmények és rajzok                                             | Nem adták ki                                                                              | Romano Dazzi · Olaszország (ITA)             | Szuzuki Szudzsaku · Japán (JPN)                                          |
| Alkalmazott grafikák                                                | Alex Walter Diggelmann · Svájc (SUI) · "Arosa I."                                         | Alfred Hierl · Németország (GER)             | Stanislaw Ostoja-Chrostowski · Lengyelország (POL)                       |
| Építészet                                                           |                                                                                           |                                              |                                                                          |
| Építészeti tervek                                                   | Hermann Kutschera · Ausztria (AUT) · "Sístadion"                                          | Werner March · Németország (GER)             | Hermann Stigholzer · Ausztria (AUT) · Herbert Kästinger · Ausztria (AUT) |
| Városépítészet                                                      | Walter March · Németország (GER) · Werner March · Németország (GER) · "Birodalmi stadion" | Charles Downing Lay · Egyesült Államok (USA) | Theodor Nussbaum · Németország (GER)                                     |
| Zene                                                                |                                                                                           |                                              |                                                                          |
| Zenekarra                                                           | Werner Egk · Németország (GER) · "Olimpiai ünnepi zene"                                   | Lino Liviabella · Olaszország (ITA)          | Jaroslav Kricka · Csehszlovákia (TCH)                                    |
| Énekhangra                                                          | Paul Höffer · Németország (GER) · "Olimpiai eskü"                                         | Kurt Thomas · Németország (GER)              | Harald Genzmer · Németország (GER)                                       |
| Instrumentális                                                      | Nem adták ki                                                                              | Nem adták ki                                 | Nem adták ki                                                             |